# Naujac-sur-Mer
Naujac-sur-Mer ist eine Gemeinde mit 1.102 Einwohnern (Stand 1. Januar 2022) an der französischen Atlantikküste im Département Gironde in der Region Nouvelle-Aquitaine.

## Geographie

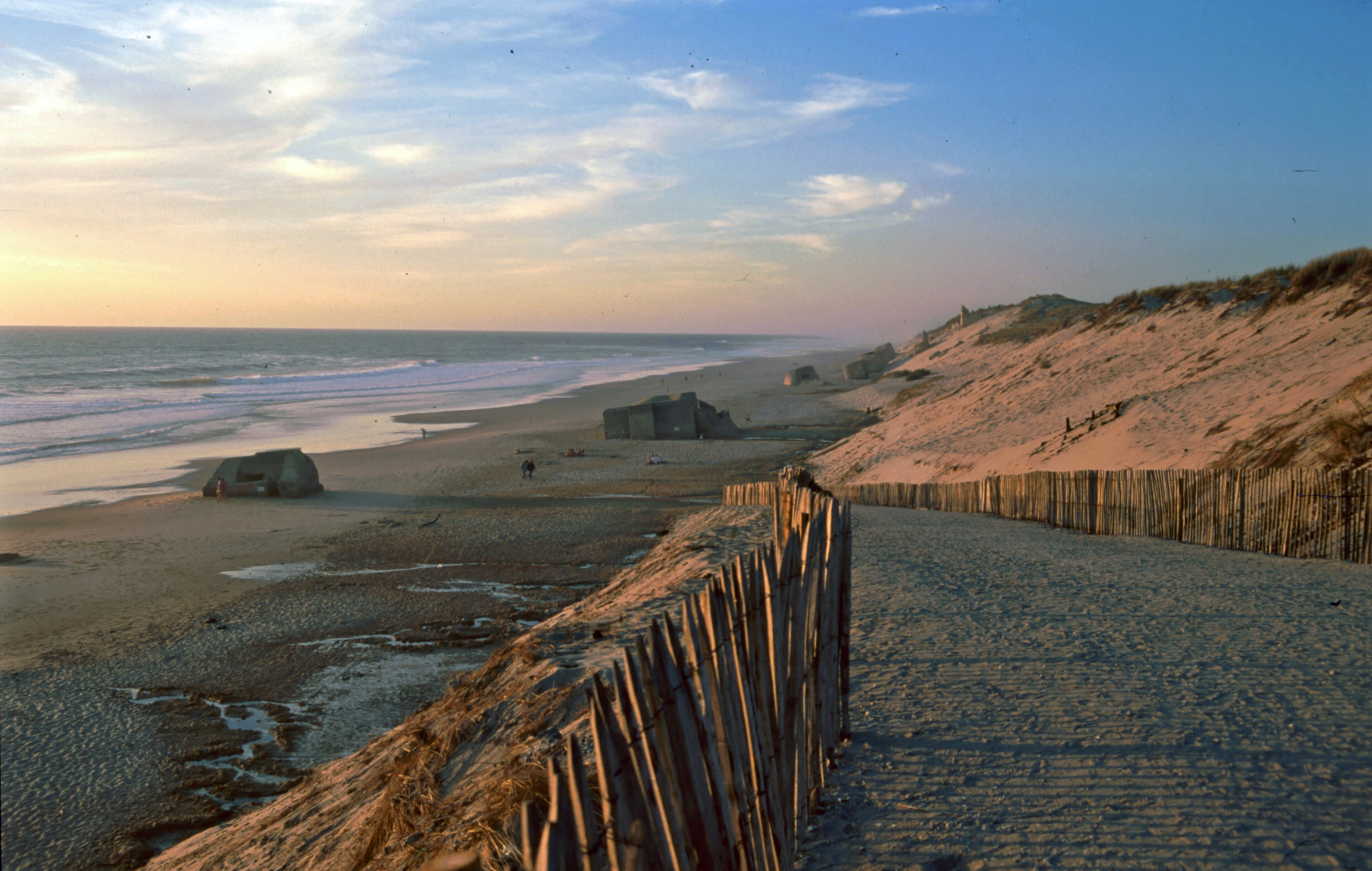
Strandabschnitt bei Naujac

Naujac-sur-Mer liegt in einem großen Kiefernwald am Atlantischen Ozean nördlich des Lac de Hourtin et de Carcans (See von Hourtin-Carcans). Die Gemeinde liegt acht Kilometer nordwestlich von Hourtin und 58 Kilometer nordwestlich von Bordeaux. Während der Ortskern etwa 10 Kilometer landeinwärts liegt, liegt der Campingplatz Le Pin Sec nur etwa 2 Kilometer vom Weiler Saint-Isidore entfernt direkt am Strand. Das Gemeindegebiet gehört zum Regionalen Naturpark Médoc.

## Bevölkerungsentwicklung
| Jahr                       | 1962 | 1968 | 1975 | 1982 | 1990 | 1999 | 2010 | 2017 |
| Einwohner                  | 780  | 715  | 641  | 600  | 650  | 631  | 844  | 1090 |
| Quellen: Cassini und INSEE |      |      |      |      |      |      |      |      |

## Kultur und Sehenswürdigkeiten
- Kirche Saint-Philomène

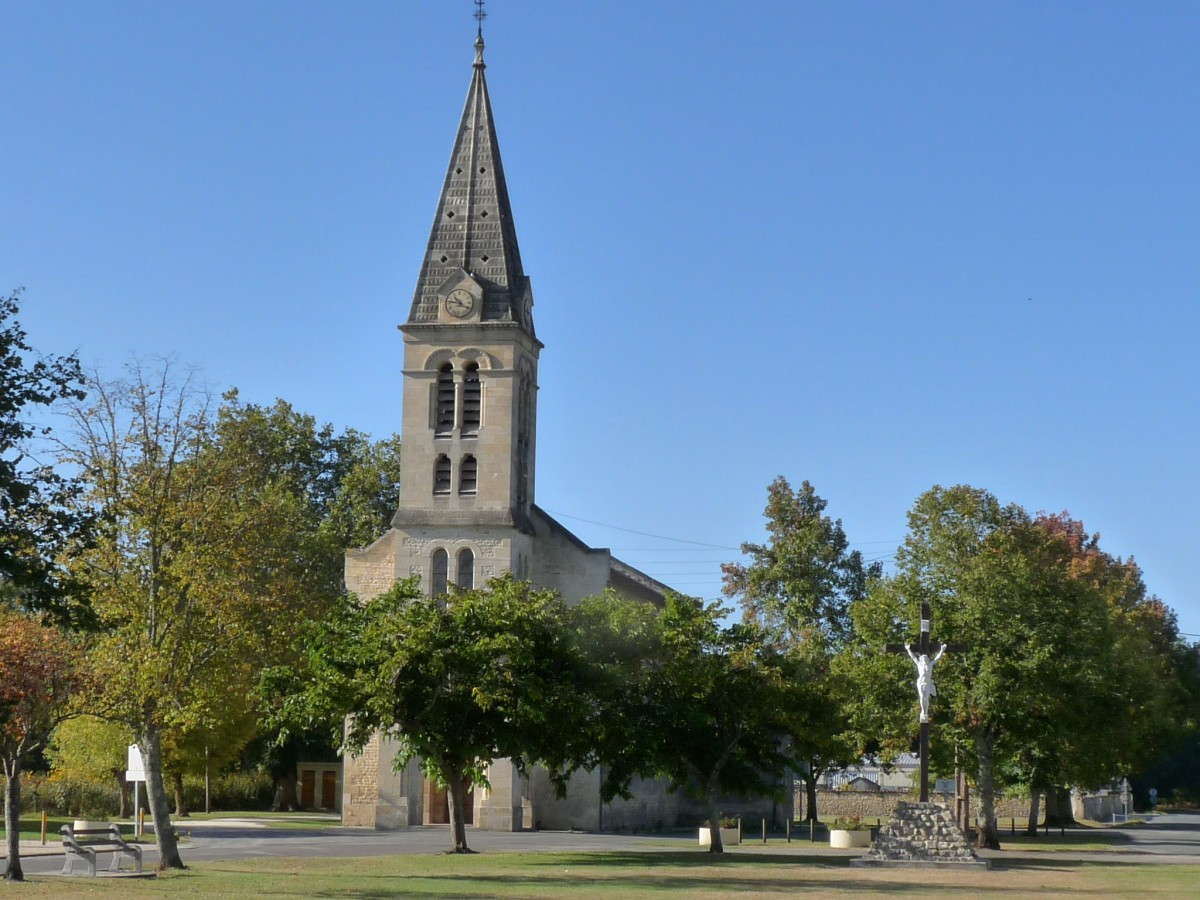
Kirche Saint-Philomène

Das internationale Schachturnier Open International d'Échecs des Vins du Médoc wird alljährlich vom Schachverein L’Échiquier Naujacais organisiert und findet in Naujac-sur-Mer statt.

## Wirtschaft
Wichtige Erwerbszweige der Naujacais sind Forstwirtschaft, Imkerei und die Aufzucht von Wild.
In Saint-Isidore steht das ehemalige Sägewerk Le Flamand, das bis 1967 an eine Naturharzdistillerie angeschlossen war. Es wurde 1863 erbaut. 6000 Hektar Wald standen dem Sägewerk zur Verfügung. 1914, 1938 und 1949 wurden Wohnungen für die Arbeiter gebaut und die Werkshalle vergrößert. 1940 erfolgte der Anschluss an das Stromnetz  und 1954 eine Modernisierung. 1956, 1960 und 1970 vergrößerte sich das Unternehmen. Es wurde nun auch Parkettboden, Wandtäfelungen und Brettschichtholz hergestellt. Bis 1940 trieb eine Dampfmaschine das Werk an. 1990 hatte das Werk noch 103 Mitarbeiter.